# RWM (segnale tempo)
RWM è l'identificativo di una stazione radio di Mosca in Russia che trasmette il segnale di tempo nella gamma di frequenze delle Onde corte.
La stazione radio RWM trasmette sia sulla frequenza di 4 996 kHz con una potenza di 5 kW che sulle frequenze di 9 996 kHz e 14 996 kHz con una potenza di 8 kW.

## Modalità di trasmissione dei dati
La trasmissione avviene nei modi N0N e A1A (CW) e si ripete ogni mezz'ora.
Tra i minuti 0 ed 8 e tra i minuti 30 e 38 viene emesso un segnale di tipo N0N ovvero la sola portante non modulata.
Tra i minuti 8 e 9 e tra i minuti 38 e 39 il trasmettitore viene spento.
Tra i minuti 9 e 10 e tra i minuti 39 e 40 la stazione radio trasmette il proprio identificativo in Codice morse.
Tra i minuti 10 e 20 e tra i minuti 40 e 50 viene trasmesso il segnale di tempo con modulazione A1A (CW) con un impulso ogni secondo.
Tra i minuti 20 e 30 e tra i minuti 50 e 60 vengono trasmessi 10 impulsi ogni secondo.
| Minuto | Minuto | Durata | Segnale |
| ------ | ------ | ------ | --- |
| :00    | :30    | 07:55  | Portante non modulata                                                                                       |
| :08    | :38    | 01:00  | Nessuna emissione                                                                                           |
| :09    | :39    | 00:55  | Identificazione in codice Morse: "RWM RWM RWM..."                                                           |
| :10    | :40    | 09:55  | Impulsi di 1 Hz, lunghi 100 ms ciascuno. Impulso da 500 ms ogni minuto, raddoppiati quelli col codice DUT1. |
| :20    | :50    | 09:55  | Impulsi di 10 Hz, lunghi 20 ms ciascuno. Impulso da 40 ms ogni secondo e 500 ms ogni minuto.                |